# シラタマホシクサ
シラタマホシクサ（白玉星草、学名：Eriocaulon nudicuspe）は、日本の固有種で東海地方の一部地域の湿地などに生えるホシクサ科ホシクサ属の一年草である。

## 特徴
花茎の先端に直径1 cm程度の小さな花を付け、白色の短毛が密生して白い玉のように見える。一面に群落していると白いホタルが乱舞しているように見える。背丈は20-40 cm程度まで伸び、葉は線形で長さ14-20 cm、幅1-3 cm。頭花は多数の小花で構成され、雄花と雌花がある。花期は8月下旬-10月。晩秋になるまで白い金平糖のような花が見られ、「金平糖草」とも呼ばれる。

## 分布
鉄分の多い酸性土壌の湿地に生える。東海丘陵要素植物の一種で、静岡県・愛知県・岐阜県・三重県の伊勢湾沿岸近辺の湿地に分布し、豊橋市の葦毛湿原が生息地の一つである。名古屋市東部の里山では宅地化に伴い減少し、湿地が乾燥地に遷移する環境の変化によっても消滅したと考えられている。

## 種の保全状況評価
絶滅危惧II類 (VU)（環境省レッドリスト）
環境省のレッドリストの絶滅危惧II類（VU）に指定されている。総個体数は約8,000、平均減少率は約50%、減少の主要因が湿地の開発・土地造成・園芸用の採集であると推定されている。
三重県で個体数が激減し、絶滅危惧IB類に指定されている。静岡県、愛知県、岐阜県で絶滅危惧II類に指定されている。

## 近縁種
- オオホシクサ（大星草　Eriocaulon buergerianum）

台湾・中国、日本では近畿以西の本州・四国・九州・沖縄に分布し、頭花の白色の短毛がシラタマホシクサよりも少ない。西日本の複数の都道府県で、レッドリストの指定を受けている。

## 関連画像
|              |                  |                |                      |
| 開花直後の花 | 東山動植物園の花 | 葦毛湿原の群落 | 愛知県森林公園の群落 |